# 吊り下げ菓子
吊り下げ菓子（つりさげがし）は、日本における菓子の販売形態のひとつで、いくつかの小袋をつなげたもの。連菓子（れんがし）、連なる袋の数から3連、4連、5連などとも呼ばれる。

## 概要
いくつかの小袋がつながった縦長の形状をしている。
1袋ずつ小分けにして食べることができ、子どもが食べきるのに適したサイズである。
スーパーやコンビニ、100円ショップでは様々なメーカーの吊り下げ菓子が販売されている。2023年には、100円ショップで発売されていた湖池屋の4連の吊り下げ菓子が3連に変化したことが話題となった。